# Blabicentrus
Blabicentrus är ett släkte av skalbaggar. Blabicentrus ingår i familjen långhorningar.
Kladogram enligt Catalogue of Life:
| Blabicentrus | \| \| Blabicentrus angustatus \| \| \| \| \| \| Blabicentrus bellus \| \| \| \| \| \| Blabicentrus capixaba \| \| \| \| \| \| Blabicentrus hirsutulus \| \| \| \| |
|              | \| \| Blabicentrus angustatus \| \| \| \| \| \| Blabicentrus bellus \| \| \| \| \| \| Blabicentrus capixaba \| \| \| \| \| \| Blabicentrus hirsutulus \| \| \| \| |
|              | Blabicentrus angustatus |
|              | |
|              | Blabicentrus bellus |
|              | |
|              | Blabicentrus capixaba |
|              | |
|              | Blabicentrus hirsutulus |
|              | |